# Hemerobius shibakawae
Hemerobius shibakawae is een insect uit de familie van de bruine gaasvliegen (Hemerobiidae), die tot de orde netvleugeligen (Neuroptera) behoort. 
Hemerobius shibakawae is voor het eerst wetenschappelijk beschreven door Nakahara in 1915.